# Barbodes mahakkamensis
Barbodes mahakkamensis är en fiskart som först beskrevs av Ahl 1922.  Barbodes mahakkamensis ingår i släktet Barbodes och familjen karpfiskar. Inga underarter finns listade.